# Hottonia palustris
Famille
Classification phylogénétique
Espèce
Statut de conservation UICN

 LC  : Préoccupation mineure
Hottonia palustris est une espèce de plantes à fleurs dicotylédone de la famille des Primulacées. Elle est appelée en français Hottonie des marais ou localement « Millefeuille aquatique », « Millefeuille d'eau » (Water-violet pour les Anglais).
C'est une espèce qui se plaît dans les mares forestières peu profondes, même en situation très ombragée.
Le nom de genre scientifique Hottonia a été attribué en l'honneur du botaniste hollandais Peter Hotton (en) (1648–1709).

## Description
- Plante aquatique herbacée hermaphrodite, subglabre, vivace (20 à 70 cm).
- Souche rampante émettant des tiges courtes (plus longues dans une eau plus profonde, plus chaude et éclairée (en aquarium par exemple), les tiges sont feuillées, submergées mais survivent en situation exondée provisoire tant que le sol reste humide.
- Tige florale : dressée, raide, nue.
- Feuilles alternes à limbe pennatiséqué, formé de lanières linéaires. Les feuilles sont normalement submergées. Elles sont nettement pectinées en surface.
- Fleurs : racème d’ombelles de 3 à 7 fleurs ; calice gamosépale à 5 dents linéaires ; corolle d'une largeur d'environ 2 cm, à tube court et à limbe plan formé de 5 lobes échancrés (orangés à la base). Floraison de mai à juillet
- Fruit : capsule globuleuse légèrement déhiscente.

Pollinisation : entomogame.
Dissémination : hydrochore.

## Habitat
- Mares forestières ou périforestières, étangs forestiers ou boisés, fossés d'eau propre à pH légèrement acide à légèrement basique.
- Altitude : 0 à 400 m au moins.

## Répartition
Origine géographique : Europe et Asie du nord et tempérées.
En France :
- Assez commune dans l'Ouest
- rare dans le Centre, l'Est, le Sud-Est
- absente en région méditerranéenne.

## Illustrations

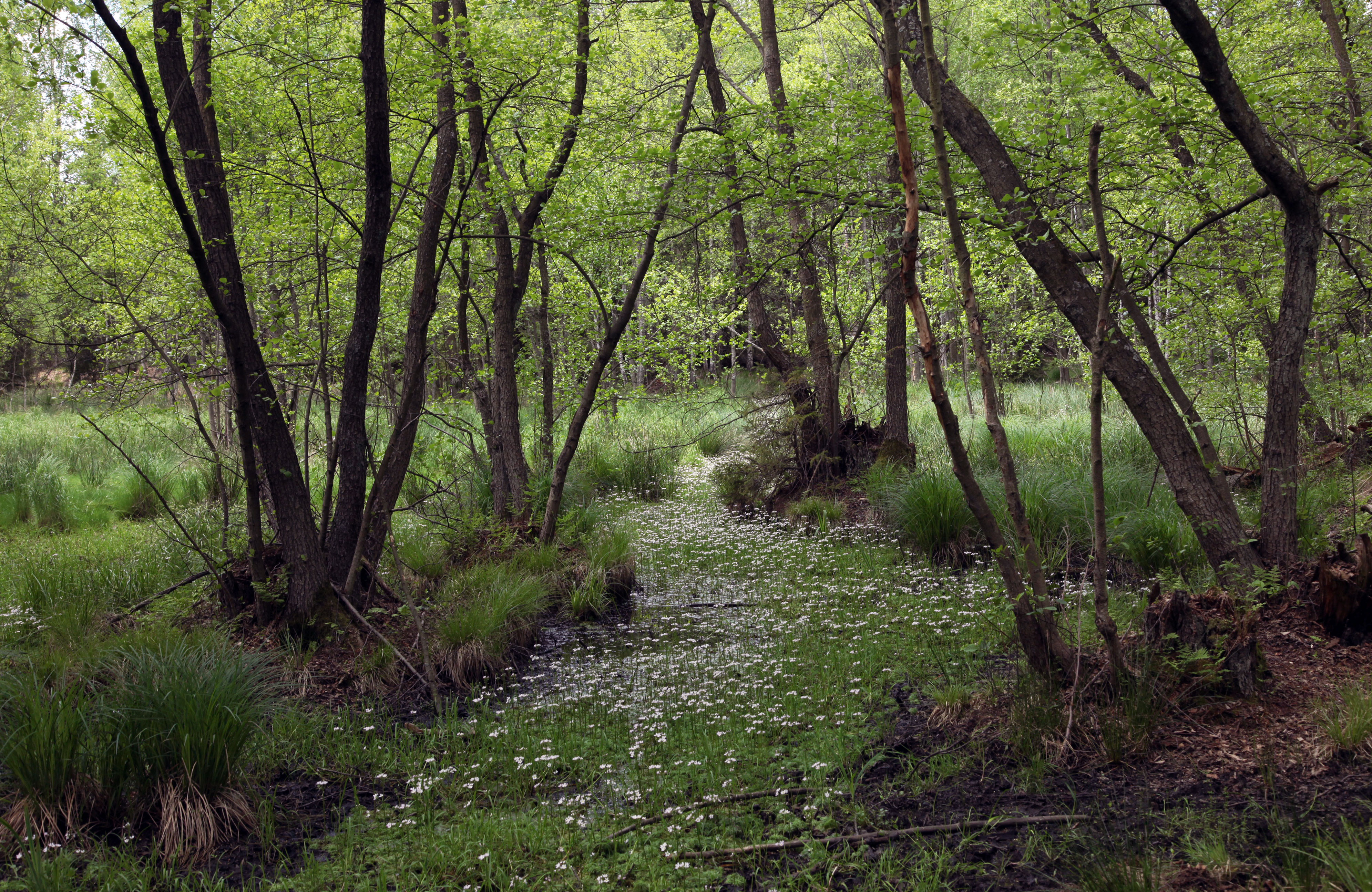
Les zones humides forestières sont ses habitats de prédilection.
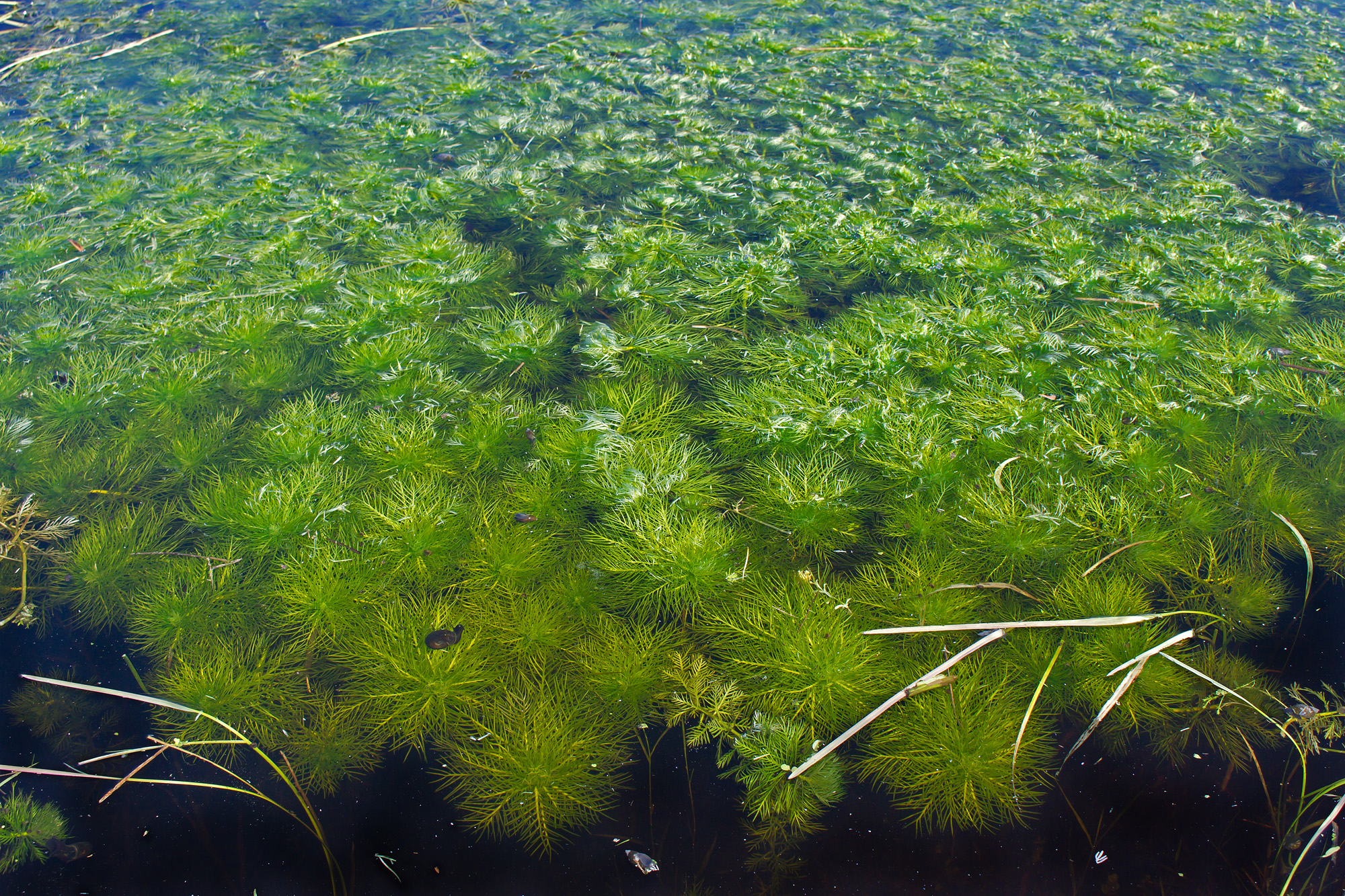
Feuillage immergé.
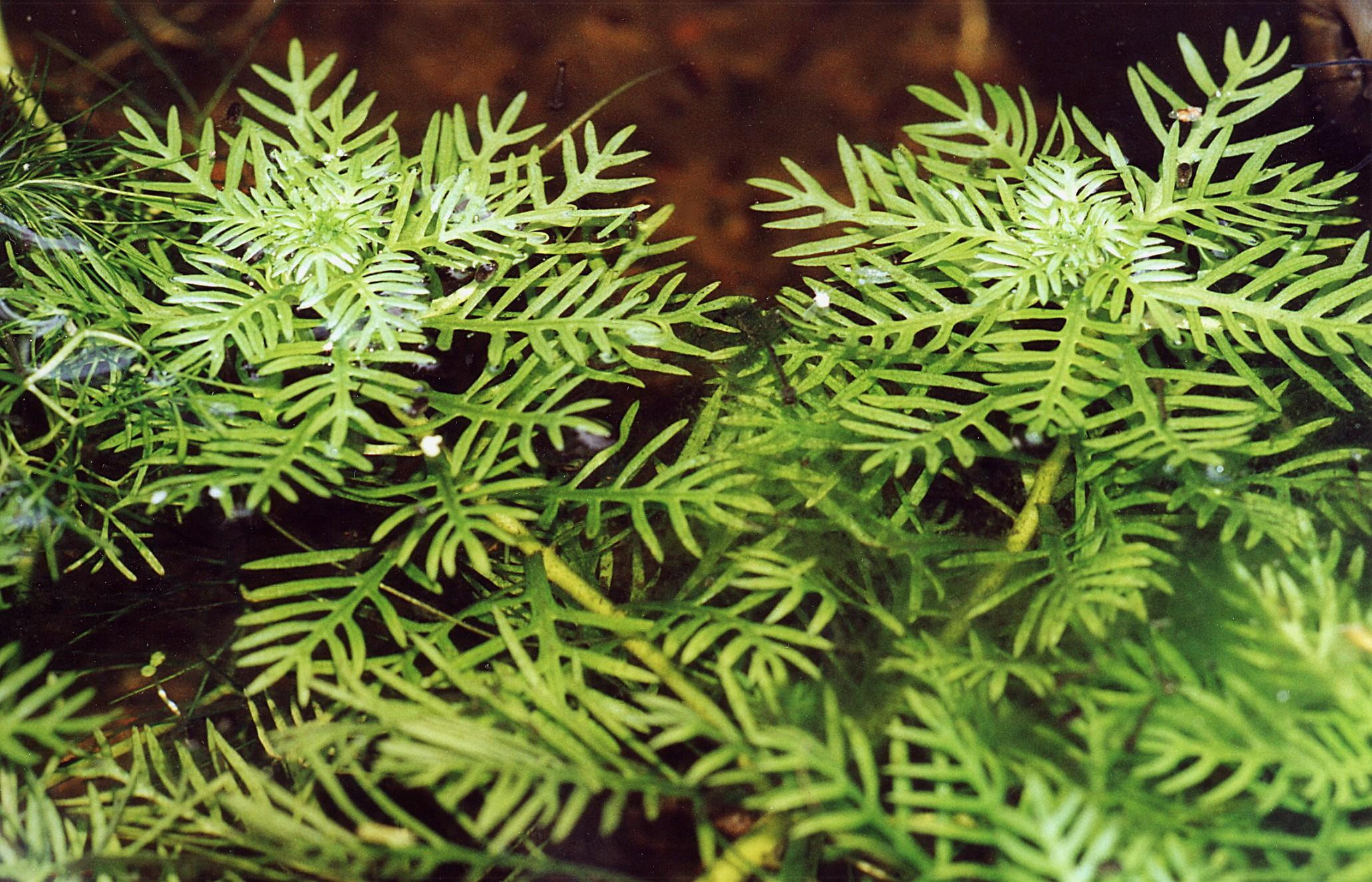
Feuillage affleurant, parfois confondu avec celui d'un Myriophyllum.
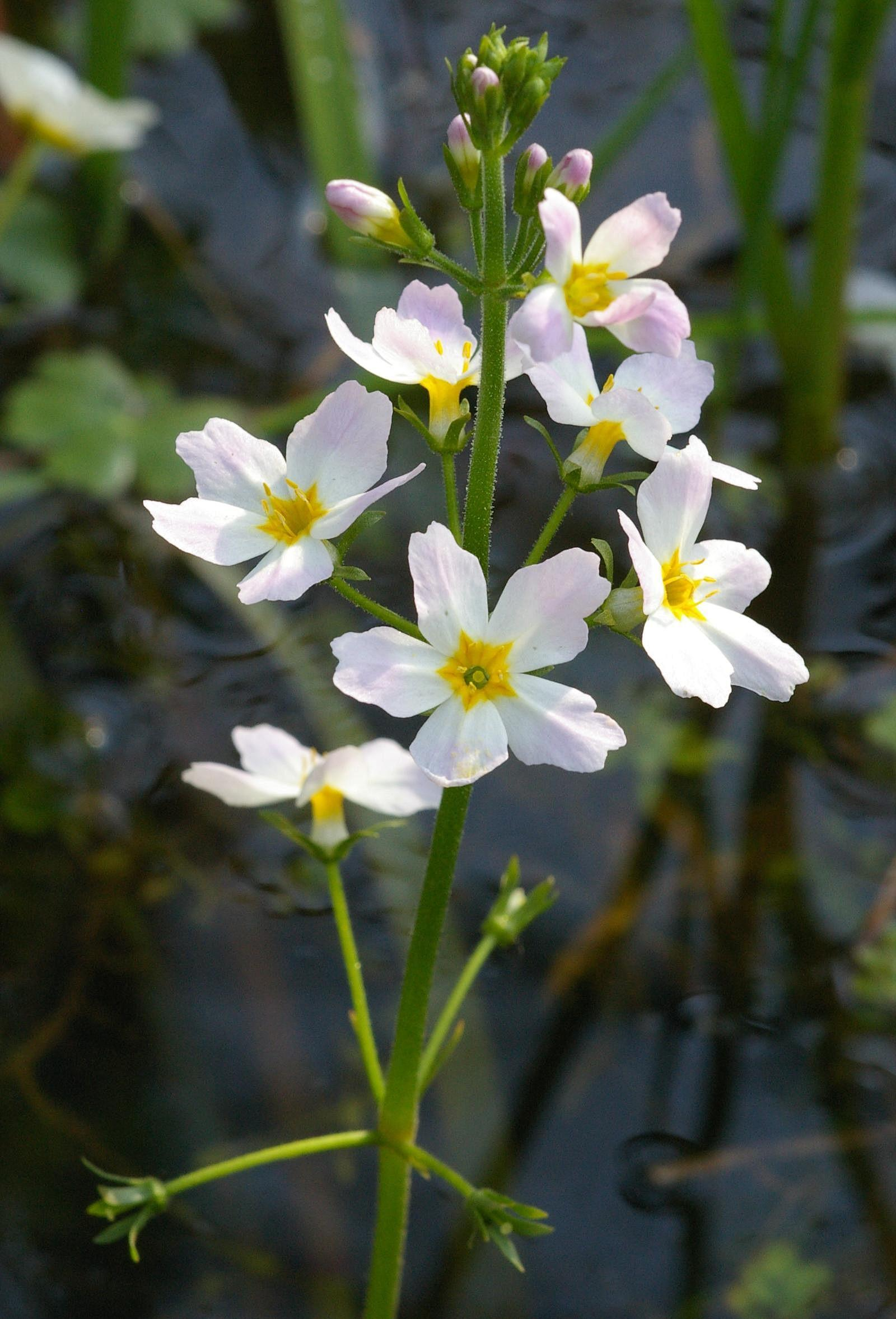
Inflorescence.
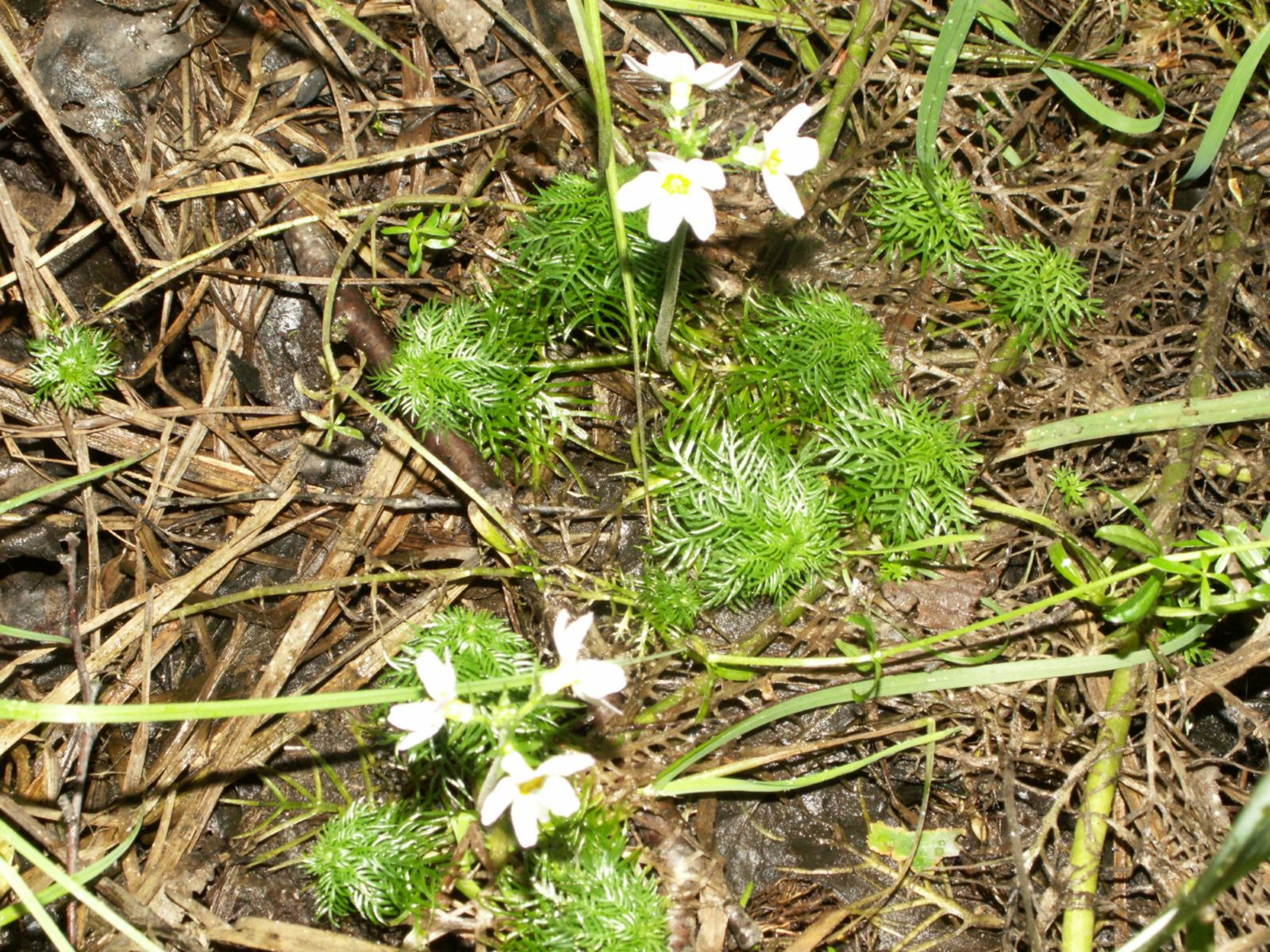
En cas d'asséchement, elle peut fleurir sur tiges plus courtes, si le sol reste humide.
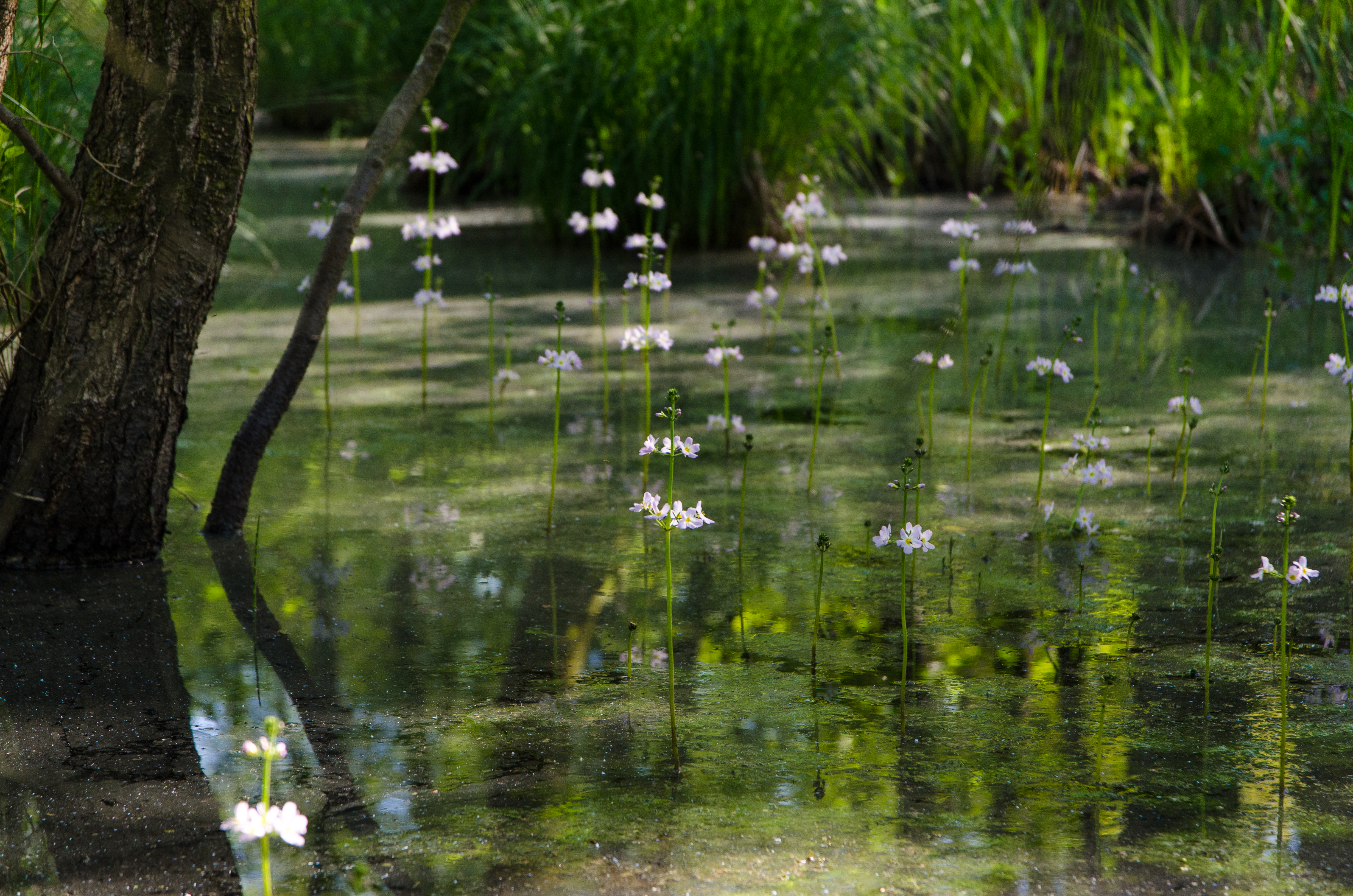
Floraison en sous-bois.
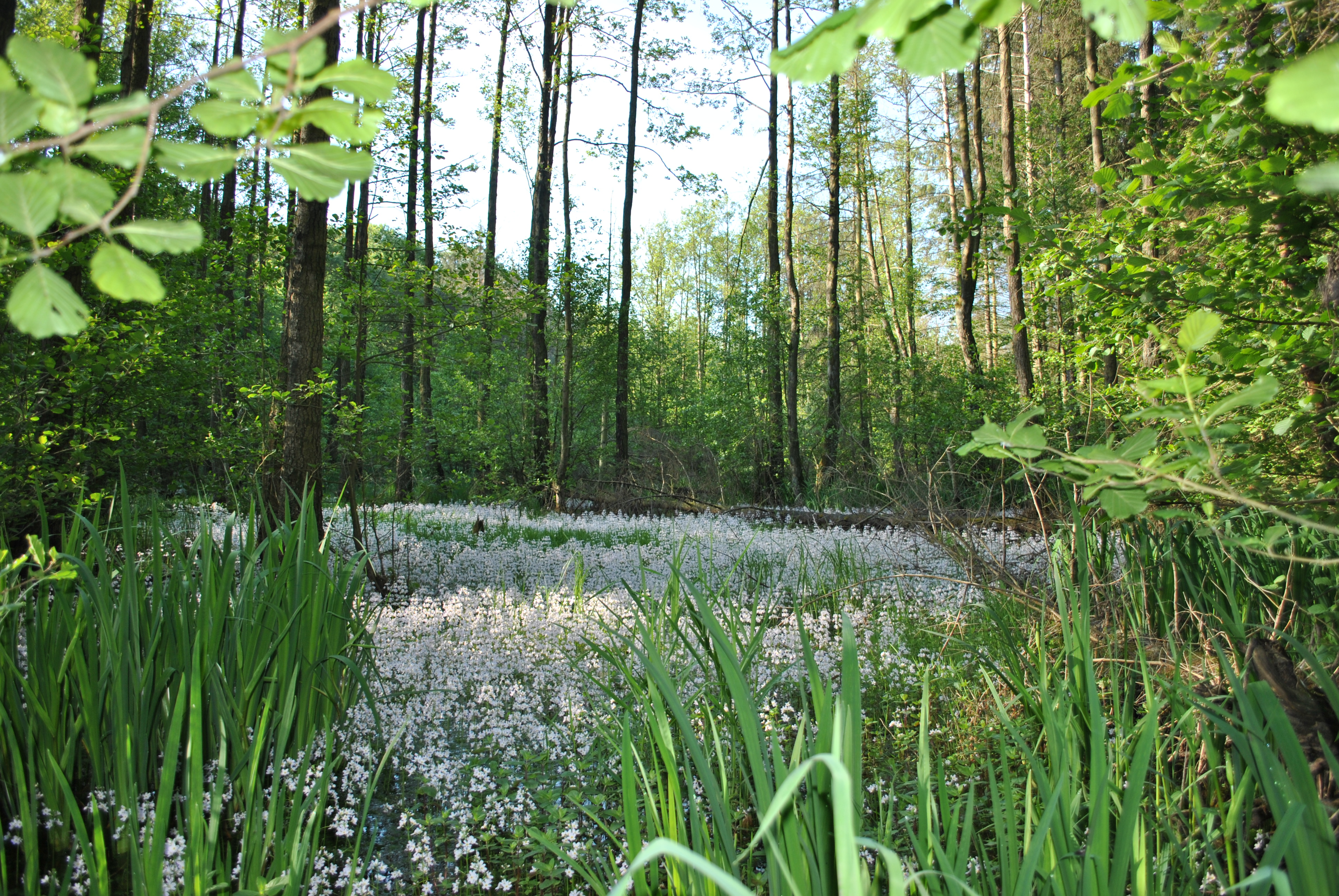
Elle peut couvrir entièrement les mares qui lui conviennent.
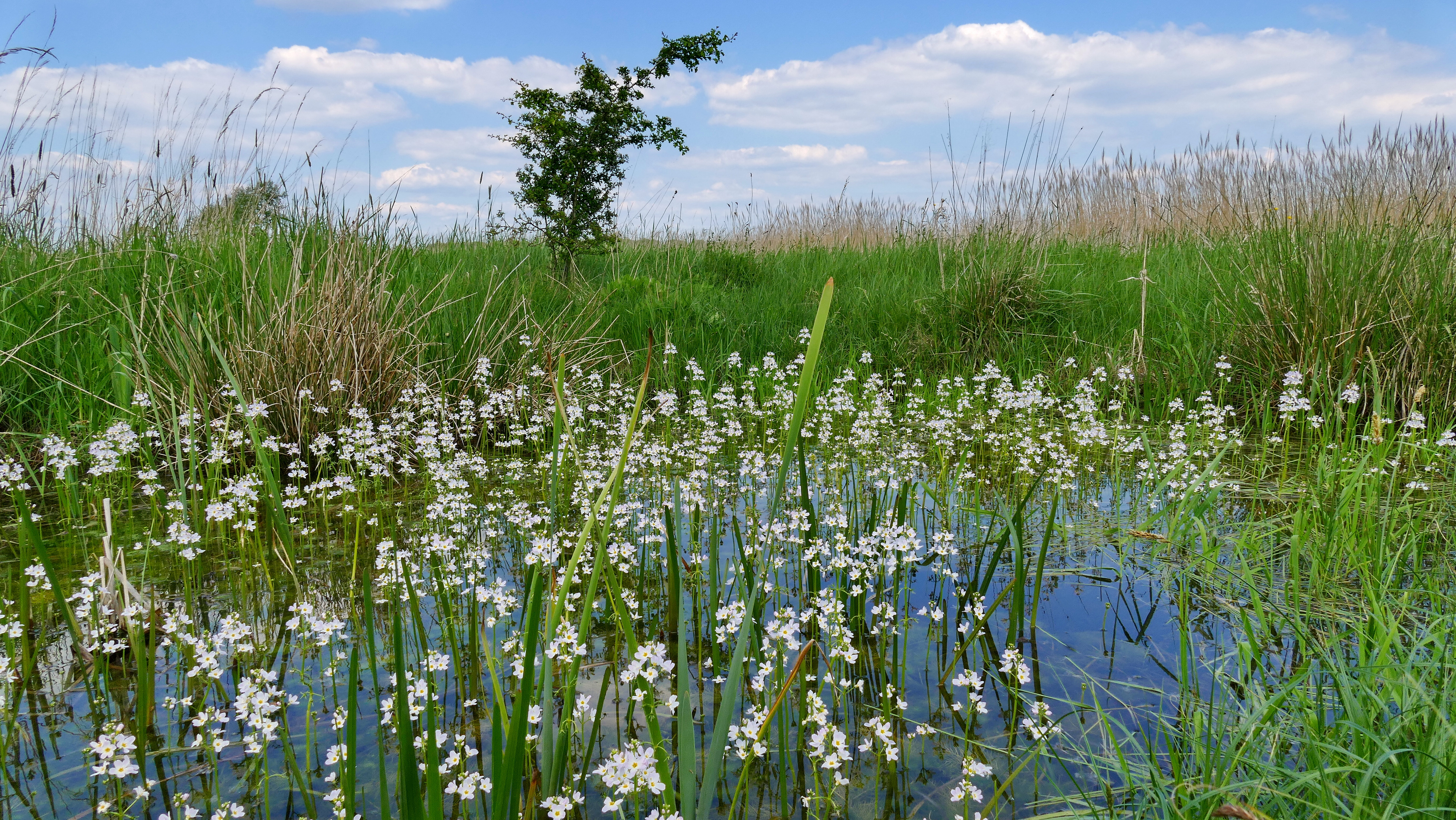
On peut aussi la trouver dans des mares prairiales ouvertes.
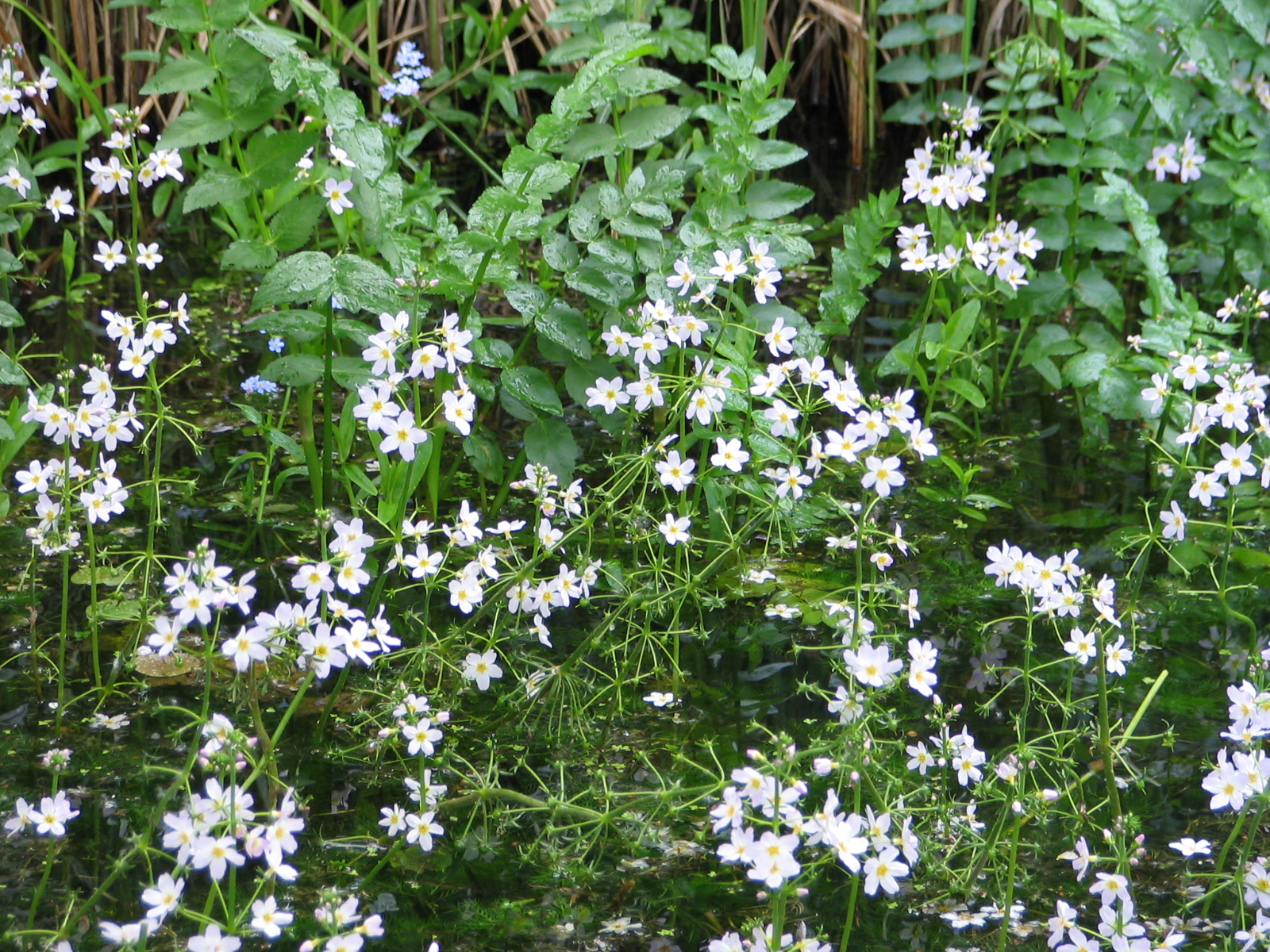
Ici avec de la berle dressée.
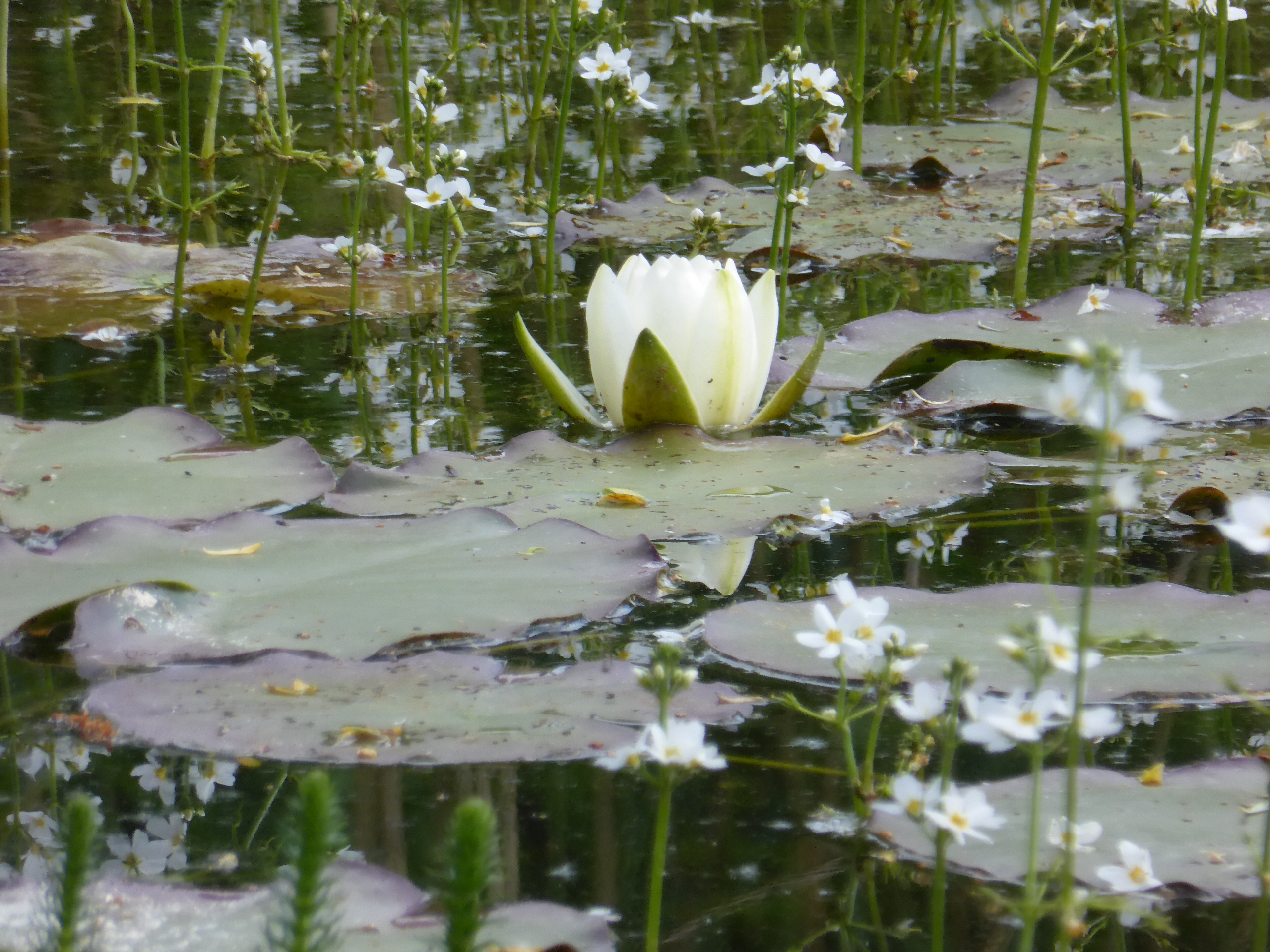
Là en compagnie de nénuphars.

## Synonymes
Cette plante a autrefois été dénommée :
- Breviglandum palustre (L.) Dulac [1867, Fl. Hautes-Pyr. : 423]
- Androsace aquatica Clairv. [1811, Man. Herbor. : 58] [nom illeg.]

Ces noms ne sont plus corrects.

## Menaces et statut
Cette plante était autrefois commune en Europe du Nord, mais est en forte régression depuis le début du XXe siècle en raison de la destruction, dégradation et régression des zones humides (forestières notamment), mais aussi de l'eutrophisation générale des milieux.

Elle est en France maintenant protégée dans de nombreuses (ex)régions (Aquitaine, Centre, Haute-Normandie, Pas-de-Calais (sur liste rouge)), et semble absente ou disparue dans les départements du sud-est.. 
En Suisse, elle figure sur la liste rouge nationale des plantes.

## À ne pas confondre avec
- Myriophyllum (cf. feuilles finement divisées en lanières filiformes).
- Hottonia inflata (Hottonie enflée, Hottonie américaine)

Ce sont des plantes herbacées palustres (des milieux humides), semi-aquatiques.
Ce genre est présent dans les régions tempérées de l'hémisphère nord et en Amérique centrale pour Hottonia inflata.
À noter que la définition (les contours) de l'ordre des Ericales sont encore en discussion.

### articles connexes
- Primulaceae